# Війна з саламандрами
«Війна́ з салама́ндрами» (чеськ. Valka s mloky) — сатиричний науково-фантастичний роман Карела Чапека, написаний чеською мовою у 1935 році, виданий частинами у щоденній газеті Lidove noviny протягом 1935—1936 років. Роман є водночас романом-антиутопією та романом-попередженням. Є одним з найперших чеських постмодерністичних творів. Містить попередження перед фашизмом, критику капіталізму.

## Сюжет

### Частини книжки
Перша частина: Andrias Scheuchzeri
Назва запозичена у викопної саламандри, названої Жоржем Кюв'є.
У цій частині розповідається про голландського капітана Яна ван Тоха (Jan van Toch), який мав чеське походження. Під час своїх подорожей він натрапив поблизу Суматри на малий острівець, заселений розумними земноводними. Ван Тох навчив їх добувати для нього перли, взамін на знаряддя. Він вирішує розказати про своє відкриття якомусь багатому промисловцю, який погодиться вкласти гроші у його ідею. Дізнавшись, що його знайомий з дитинства, Густав Г. Бонді (G. H. Bondy), став багатієм та великим промисловцем, капітан приходить до нього і розповідає про своє відкриття. Бонді вирішує допомогти Ван Тоху, і створює організацію для вилову перлів.
Новина про відкриття незвичайних земноводних доходить до світу науки; фахівці підтверджують подібність цих істот до скам'янілості Andrias scheuchzeri, відкритої у Німеччині. Один екземпляр потрапляє до зоопарку, де наглядач вчить його розмовляти. Земноводних помічає також розважальна індустрія.
Натомість економіка виявляє, що земноводні є ідеальною робочою силою; Г. Г. Бонді перетворює свою організацію на синдикат «Саламандра» (Salamander-Syndicate), чиїм завданням стає між іншим пошук праці для саламандр (які можуть працювати при будові дамб, мостів, хвилеломів тощо).
Частина друга: По сходинках цивілізації
Автор нагадує читачам про дворецького Повондру (Povondra), того самого, що колись впустив ван Тоха до Бонді; його захопленням стало збирання вирізок із газет, присвячених саламандрам. Ці вирізки і є основою другої частини.
Завдяки Синдикату «Саламандра» земноводні стають предметом міжнародної торгівлі; запроваджується їх поділ (в залежності від їх інтелекту, сили та інших факторів). Головним чином їх використовують для створення нових земель (наприклад, завдяки їм острови Кароліни та Маршалові острови з'єднано з Новим Ніппоном).
Чим відомішими вони ставали, тим частішими ставали спроби їх олюднення: для них закладалися школи, спортивні об'єкти, створено спеціальну мову, релігію (Папа Римський присвятив земноводним енцикліку Mirabilia Dei opera); з'явилися думки про їх військове використання.
Частина третя: Війна з земноводними
Газети все частіше подають інформацію про сутички людей з саламандрами (масакра на Кокосових островах, у Нормандії та інших місцях). Одночасно німці почали вимагати більше життєвого простору для своїх «Шляхетних плазунів» (Andrias Scheuchzeri var nobilis erecta Thuring, поширених тільки в Балтиці); країни Європи визнали це за перші воєнні кроки.
Ці події викликали розуміння серед філософів: Wolf Meynert у своєму «Падінні людства» (Untergang der Menschheit) стверджував, що саламандри заволодіють світом завдяки своїй однорідності. Англійський анонімний памфлет «X попереджає» віщував війну між саламандрами і людьми, та закликав до розриву з ними всіх стосунків.
Сталось те, що передбачали філософи: вибухла війна. Земноводні воювали, висаджуючи у повітря різні території і викликаючи землетруси. Ще до того, як ці катаклізми пов'язали з саламандрами, у радіоефірі можна було почути завдання Верховного Саламандра (керівника саламандр): він попереджав про потребу висаджувати в повітря сушу з метою розширення життєвого простору своїх побратимів. Перестерігав людей перед їх воєнними кроками.
Першим поважним заходом була цілковита господарська блокада Великої Британії, яка відтоді була приреченою на постачання повітряною дорогою. Щоб знайти компроміс, було зорганізовано конференцію у Вадуці. Саламандри зобов'язалися лише заплатити за знищені землі.
Книжку завершує розмова автора з самим собою; він аналізує чому сталося саме так, задумується як знешкодити саламандр і забезпечити людству перемогу.

## Думка автора про книжку
«Критика описує її як повість утопічну. Я боронюся перед цим словом. Це не утопія — це сьогоднішній день. (…) Я нічим на це не зараджу, але література, яка не дбає про реальність, ані про те, що насправді коїться зі світом, яка не хоче реагувати на це з силою, яка дана слову та думці, така література — це не моя спеціальність.» (радіовисилання письменника 29 березня 1936 року, опубліковане Мирославом Галіком (Miroslav Halik) у часописі «Host do domu», № 9, 1954 р.)

## Вплив на культуру
Роман Чапека вписується у довгий ряд науково-фантастичних творів, які описують конфлікт людства з чужими расами. Творцем цього напрямку був Герберт Уеллс з його «Війною світів».
«Війна з саламандрами» також стала об'єктом інспірації багатьох творів, наприклад, Роберт Зубрін визнав, вона надихнула його написати The Holy Land. Вплив Чапека також відчувається у прозі Станіслава Лема, який широко користувався «чапеківською» сатирою, наприклад, у «Футурологічному конгресі». Лем так само майстерно використовував літературно нелітературні форми, такі як рапорт, звіт, телеграма, рецензія і так далі.
У 1983 році чеський письменник Владімір Парал видав роман «Війна з багатоликим звіром», назва якого є парафразом «Війни з саламандрами», і сам роман Парал присвятив пам'яті Карела Чапека.